# Cratyna
Cratyna är ett släkte av tvåvingar som beskrevs av Johannes Winnertz 1867. Cratyna ingår i familjen sorgmyggor.

## Dottertaxa tillCratyna, i alfabetisk ordning[1][2]
- Cratyna adrostylata
- Cratyna alia
- Cratyna almoresi
- Cratyna alpina
- Cratyna ambigua
- Cratyna arenicola
- Cratyna atra
- Cratyna auriculae
- Cratyna barretoi
- Cratyna betulae
- Cratyna boracensis
- Cratyna breviflagellata
- Cratyna brevipetiolata
- Cratyna caraosi
- Cratyna ciliocera
- Cratyna ciliovenosa
- Cratyna colei
- Cratyna collina
- Cratyna compta
- Cratyna consensa
- Cratyna consentanea
- Cratyna contracta
- Cratyna crassistylata
- Cratyna cryptospina
- Cratyna cucarisi
- Cratyna curtipennis
- Cratyna curvata
- Cratyna distorta
- Cratyna downsi
- Cratyna egertoni
- Cratyna exteria
- Cratyna falcata
- Cratyna falcifera
- Cratyna fastigata
- Cratyna ficta
- Cratyna flagiantennata
- Cratyna flagria
- Cratyna flagriantennata
- Cratyna flagritissima
- Cratyna flavibasis
- Cratyna flavivaria
- Cratyna freemani
- Cratyna friesei
- Cratyna fumoalata
- Cratyna gemina
- Cratyna gilva
- Cratyna globigerina
- Cratyna hirticornis
- Cratyna infera
- Cratyna interflagria
- Cratyna ioculatoria
- Cratyna jaluitensis
- Cratyna johnstoni
- Cratyna keilini
- Cratyna kurilensis
- Cratyna latipons
- Cratyna longicercus
- Cratyna longicosta
- Cratyna longipennis
- Cratyna longitegmenta
- Cratyna longitermenta
- Cratyna menzeli
- Cratyna micra
- Cratyna montuosa
- Cratyna monumenta
- Cratyna muscicola
- Cratyna nigerrima
- Cratyna nivea
- Cratyna nobilis
- Cratyna obtusicauda
- Cratyna oxyura
- Cratyna perniciosa
- Cratyna pernitida
- Cratyna perornata
- Cratyna perplexa
- Cratyna pilosostyla
- Cratyna postglobula
- Cratyna praecompta
- Cratyna rhynchophysa
- Cratyna salomonis
- Cratyna schineri
- Cratyna semicurvata
- Cratyna sepei
- Cratyna spiculosa
- Cratyna subalpina
- Cratyna subaptera
- Cratyna subcompta
- Cratyna subcurvata
- Cratyna subvera
- Cratyna symplecta
- Cratyna tanyae
- Cratyna thula
- Cratyna tuberculata
- Cratyna uliginosa
- Cratyna ultima
- Cratyna unispinula
- Cratyna vagabunda
- Cratyna vaporariorum
- Cratyna variovera
- Cratyna vera
- Cratyna vetula
- Cratyna yapensis